# Prima Divisione Umbria 1945-1946
Fu il quarto livello del campionato italiano di calcio e la 23ª edizione della Prima Divisione nonostante il declassamento subito da quando fu istituita. Il campionato fu organizzato e gestito dalle Leghe Regionali che emanavano autonomamente anche le promozioni in Serie C e le retrocessioni.
Questi sono i gironi organizzati dalla Lega Regionale Umbra.

## Stagione
Le società partecipanti furono suddivise in quattro gironi che prevedevano la qualificazione delle prime due classificate ai due gruppi di semifinale. Le vincenti avevano accesso alla finale che assegnava il titolo di campione regionale umbro.

## Girone A

### Squadre partecipanti
| Club               | Città                         |
| ------------------ | ----------------------------- |
| S.S. Gualdo        | Gualdo Tadino (PG)            |
| A.C. Pierantonio   | Pierantonio di Umbertide (PG) |
| S.S. Ponte Felcino | Ponte Felcino di Perugia      |
| S.S. Tiberis       | Umbertide (PG)                |
| U.S. Tiferno       | Città di Castello (PG)        |

### Classifica finale
|  | Pos. | Squadra | Pt | G | V | N | P | GF | GS | DR |
|  | ---- | ------- | -- | - | - | - | - | -- | -- | -- |
|  | ?.   | Gualdo  | ?? |   |   |   |   |    |    |    |
|  | ?.   | Tiberis | ?? |   |   |   |   |    |    |    |
|  | ?.   | ??      | ?? |   |   |   |   |    |    |    |
|  | ?.   | ??      | ?? |   |   |   |   |    |    |    |
|  | ?.   | ??      | ?? |   |   |   |   |    |    |    |
|  | ?.   | ??      | ?? |   |   |   |   |    |    |    |

Legenda:
      Qualificata al girone di semifinale.
Regolamento:
Due punti a vittoria, uno a pareggio, zero a sconfitta.

## Girone B

### Squadre partecipanti
| Club                       | Città                                   |
| -------------------------- | --------------------------------------- |
| A.S. Angelana              | Santa Maria degli Angeli di Assisi (PG) |
| S.S. Assisi                | Assisi (PG)                             |
| Pol. Grifo Cannara         | Cannara (PG)                            |
| S.S. Mevania               | Bevagna (PG)                            |
| A.S. Foligno (B = riserve) | Foligno (PG)                            |

### Classifica finale
|  | Pos. | Squadra       | Pt | G | V | N | P | GF | GS | DR |
|  | ---- | ------------- | -- | - | - | - | - | -- | -- | -- |
|  | ?.   | Angelana      | ?? |   |   |   |   |    |    |    |
|  | ?.   | Grifo Cannara | ?? |   |   |   |   |    |    |    |
|  | ?.   | ??            | ?? |   |   |   |   |    |    |    |
|  | ?.   | ??            | ?? |   |   |   |   |    |    |    |
|  | ?.   | ??            | ?? |   |   |   |   |    |    |    |
|  | ?.   | ??            | ?? |   |   |   |   |    |    |    |

Legenda:
      Qualificata al girone di semifinale.
Regolamento:
Due punti a vittoria, uno a pareggio, zero a sconfitta.

## Girone C

### Squadre partecipanti
| Club                       | Città             |
| -------------------------- | ----------------- |
| A.C. Bastia                | Bastia Umbra (PG) |
| A.S. Deruta                | Deruta (PG)       |
| S.S. Magione               | Magione (PG)      |
| S.S. Nestor                | Marsciano (PG)    |
| A.C. Perugia (B = riserve) | Perugia           |

### Classifica finale
|  | Pos. | Squadra   | Pt       | G | V | N | P | GF | GS | DR |
|  | ---- | --------- | -------- | - | - | - | - | -- | -- | -- |
|  | ?.   | Magione   | ??       |   |   |   |   |    |    |    |
|  | ?.   | Nestor    | ??       |   |   |   |   |    |    |    |
|  | ?.   | ??        | ??       |   |   |   |   |    |    |    |
|  | ?.   | ??        | ??       |   |   |   |   |    |    |    |
|  | ?.   | ??        | ??       |   |   |   |   |    |    |    |
|  | ---  | Perugia B | Ritirato |   |   |   |   |    |    |    |

Legenda:
      Qualificata al girone di semifinale.
Regolamento:
Due punti a vittoria, uno a pareggio, zero a sconfitta.

## Girone D

### Squadre partecipanti
| Club                         | Città        |
| ---------------------------- | ------------ |
| Arrone                       | Arrone (TR)  |
| G.S. Micozzi Papigno         | Papigno (TR) |
| U.P. Narnese                 | Narni (TR)   |
| U.S. Orvietana               | Orvieto (TR) |
| Virtus Spoleto (B = riserve) | Spoleto (PG) |

### Classifica finale
|  | Pos. | Squadra          | Pt | G | V | N | P | GF | GS | DR |
|  | ---- | ---------------- | -- | - | - | - | - | -- | -- | -- |
|  | 1.   | Micozzi Papigno  | ?? | 8 |   |   |   |    |    |    |
|  | 2.   | Narnese          | ?? | 8 |   |   |   |    |    |    |
|  | 2.   | Arrone           | ?? | 8 |   |   |   |    |    |    |
|  | 2.   | Orvietana        | ?? | 8 |   |   |   |    |    |    |
|  | 5.   | Virtus Spoleto B | ?? | 8 |   |   |   |    |    |    |

Legenda:
      Qualificata al girone di semifinale.
Regolamento:
Due punti a vittoria, uno a pareggio, zero a sconfitta.

#### Spareggi per il secondo posto in classifica
|                               | Risultati |           | Luogo e data             |
| ----------------------------- | --------- | --------- | ------------------------ |
| Arrone                        | ?-?       | Orvietana | Marsciano, 24 marzo 1946 |
|                               |           |           |                          |
| (vincitrice della prima gara) | ?-?       | Narnese   | Terni, 28 marzo 1946     |
|                               |           |           |                          |

## Gironi di Semifinale

### Gruppo A

#### Classifica finale
|  | Pos. | Squadra | Pt | G | V | N | P | GF | GS | DR |
|  | ---- | ------- | -- | - | - | - | - | -- | -- | -- |
|  | 1.   | Nestor  | 8  | 6 |   |   |   |    |    |    |
|  | 2.   | Magione | 6  | 6 |   |   |   |    |    |    |
|  | 3.   | Tiberis | 5  | 6 |   |   |   |    |    |    |
|  | 3.   | Narnese | 5  | 6 |   |   |   |    |    |    |

Legenda:
      Qualificata al girone finale.
Regolamento:
Due punti a vittoria, uno a pareggio, zero a sconfitta.

### Gruppo B

#### Classifica finale
|  | Pos. | Squadra         | Pt | G | V | N | P | GF | GS | DR |
|  | ---- | --------------- | -- | - | - | - | - | -- | -- | -- |
|  | 1.   | Gualdo          | 8  | 6 |   |   |   |    |    |    |
|  | 2.   | Micozzi Papigno | 7  | 6 |   |   |   |    |    |    |
|  | 2.   | Grifo Cannara   | 7  | 6 |   |   |   |    |    |    |
|  | 4.   | Angelana        | 2  | 6 |   |   |   |    |    |    |

Legenda:
      Qualificata al girone finale.
Regolamento:
Due punti a vittoria, uno a pareggio, zero a sconfitta.

### Qualificazione al girone finale
|                 | Risultati |               | Luogo e data            |
| --------------- | --------- | ------------- | ----------------------- |
| Micozzi Papigno | 1 - 0     | Grifo Cannara | Spoleto, 16 giugno 1946 |
|                 |           |               |                         |

### Girone finale

#### Classifica finale
|  | Pos. | Squadra         | Pt | G | V | N | P | GF | GS | DR |
|  | ---- | --------------- | -- | - | - | - | - | -- | -- | -- |
|  | ?.   | Gualdo          | ?  | 3 |   |   |   |    |    |    |
|  | ?.   | Nestor          | ?  | 3 |   |   |   |    |    |    |
|  | ?.   | Micozzi Papigno | ?  | 3 |   |   |   |    |    |    |
|  | ?.   | Magione         | ?  | 3 |   |   |   |    |    |    |

Legenda:
      Qualificata alla finale.
Regolamento:
Due punti a vittoria, uno a pareggio, zero a sconfitta.

#### Calendario
|         | Risultati |         | Luogo e data                  |
| ------- | --------- | ------- | ----------------------------- |
| Papigno | 2-1       | Nestor  | Papigno, 20 giugno 1946       |
| Magione | 10-2      | Gualdo  | Magione, 20 giugno 1946       |
|         |           |         |                               |
| Nestor  | ?-?       | Magione | Marsciano, 23 giugno 1946     |
| Gualdo  | ?-?       | Papigno | Gualdo Tadino, 23 giugno 1946 |
|         |           |         |                               |
| Nestor  | ?-?       | Gualdo  | Marsciano, 30 giugno 1946     |
| Papigno | ?-?       | Magione | Papigno, 30 giugno 1946       |
|         |           |         |                               |

- Nestor e Gualdo ammesse alla finalissima.

## Finalissima
|        | Risultati |        | Luogo e data           |
| ------ | --------- | ------ | ---------------------- |
| Nestor | ?-?       | Gualdo | Perugia, 7 luglio 1946 |
|        |           |        |                        |

### Giornali
- Archivio de La Gazzetta dello Sport, anni 1945 e 1946, consultabile presso le Biblioteche:
  - Biblioteca Nazionale Braidense di Milano;
  - Biblioteca Nazionale Centrale di Firenze;
  - Biblioteca Nazionale Centrale di Roma;
  - Biblioteca Civica Berio di Genova;
  - e presso Emeroteca del C.O.N.I. di Roma (non è online ma è da consultare in sede).
- Il Messaggero consultabile presso la Biblioteca Augusta di Perugia.
- Il Giornale dell'Umbria, anni 1945 e 1946, consultabile online.

### Libri
- M. Favi, F. Piferi, C. Ruffini, La legge del S.Girolamo - Storia della Narnese dalle origini ai giorni nostri, ZART Libri.